# العلاقات الكينية الليبيرية
العلاقات الكينية الليبيرية هي العلاقات الثنائية التي تجمع بين كينيا وليبيريا.

## مقارنة بين البلدين
هذه مقارنة عامة ومرجعية للدولتين:
| وجه المقارنة                                              | كينيا                         | ليبيريا      |
| --------------------------------------------------------- | ----------------------------- | ------------ |
| المساحة (كم2)                                             | 581.31 ألف                    | 111.37 ألف   |
| عدد السكان (نسمة)                                         | 48.47 مليون                   | 4.73 مليون   |
| الكثافة السكانية (ن./كم²)                                 | 83.38                         | 42.47        |
| العاصمة                                                   | نيروبي                        | مونروفيا     |
| اللغة الرسمية                                             | اللغة السواحلية، لغة إنجليزية | لغة إنجليزية |
| العملة                                                    | شيلينغ كيني                   | دولار ليبيري |
| الناتج المحلي الإجمالي (بليون دولار)                      | 74.94 مليار                   | 2.16 مليار   |
| الناتج المحلي الإجمالي (تعادل القوة الشرائية) بليون دولار | 142.24 مليار                  | 3.76 مليار   |
| الناتج المحلي الإجمالي الاسمي للفرد دولار أمريكي          | 1.38 ألف                      | 455          |
| الناتج المحلي الإجمالي للفرد دولار أمريكي                 | 2.95 ألف                      | 842          |
| مؤشر التنمية البشرية                                      | 0.548                         | 0.430        |
| رمز المكالمات الدولي                                      | +254                          | +231         |
| رمز الإنترنت                                              | .ke                           | .lr          |
| المنطقة الزمنية                                           | ت ع م+03:00                   | 00           |

## منظمات دولية مشتركة
يشترك البلدان في عضوية مجموعة من المنظمات الدولية، منها:
| علم المنظمة | اسم المنظمة                                 | تاريخ انضمام كينيا | تاريخ انضمام ليبيريا |
| ----------- | ------------------------------------------- | ------------------ | -------------------- |
|             | مؤسسة التنمية الدولية                       | 3 فبراير 1964      | 28 مارس 1962         |
|             | البنك الإفريقي للتنمية                      | ?                  | ?                    |
|             | مؤسسة التمويل الدولية                       | 3 فبراير 1964      | 28 مارس 1962         |
|             | منظمة حظر الأسلحة الكيميائية                | ?                  | ?                    |
|             | الأمم المتحدة                               | 16 ديسمبر 1963     | 2 نوفمبر 1945        |
|             | الاتحاد الدولي للاتصالات                    | 11 أبريل 1964      | 10 أكتوبر 1927       |
|             | منظمة الشرطة الجنائية الدولية               | ?                  | ?                    |
|             | البنك الدولي للإنشاء والتعمير               | 3 فبراير 1964      | 28 مارس 1962         |
|             | الاتحاد البريدي العالمي                     | ?                  | ?                    |
|             | المركز الدولي لتسوية المنازعات الاستشارية   | 2 فبراير 1967      | 16 يوليو 1970        |
|             | وكالة ضمان الاستثمار متعدد الأطراف          | 28 نوفمبر 1988     | 12 أبريل 2007        |
|             | مجموعة دول أفريقيا والكاريبي والمحيط الهادئ | ?                  | ?                    |
|             | الاتحاد الأفريقي                            | 13 ديسمبر 1963     | ?                    |
|             | يونسكو                                      | 7 أبريل 1964       | 6 مارس 1947          |

## وصلات خارجية
- موقع وزارة الخارجية الكينية
- موقع وزارة الخارجية الليبيرية